# Führer

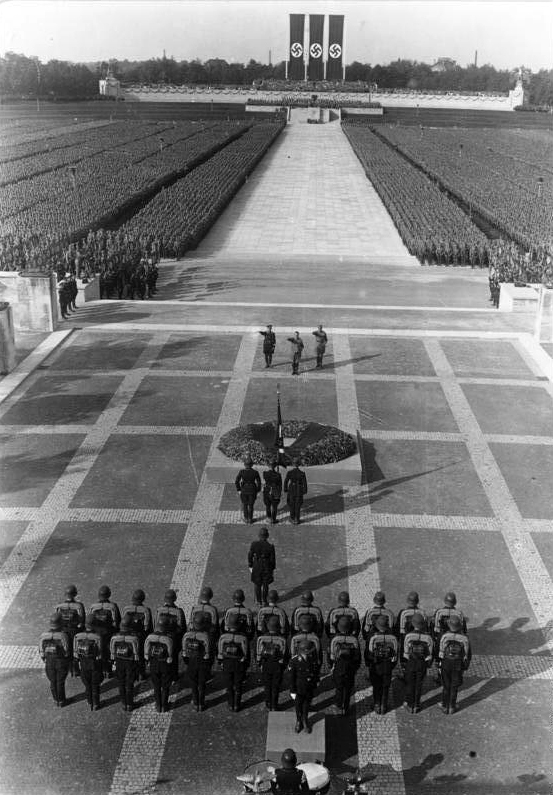
Adolf Hitler jako vůdce německého lidu před II. světovou válkou

Führer [ˈfyːʀəɐ] je německý výraz, který v doslovném překladu znamená „vůdce“. Etymologicky jde o výraz odvozený od slovesa führen – vést.
Nejčastěji je však výraz spojován s nacistickým vůdcem v dobách vlády strany NSDAP v Německu, kdy byl takto označován Adolf Hitler, který stranu vedl a který se stal i říšským kancléřem. Tehdy se také stalo částí názvu mnoha pozic v různých německých (polo)vojenských a vládních organizacích.
V německém jazyce se jedná o výraz, který se bez zvláštních konotací pojí s různými prefixy ve složeniny (Bergführer – horský vůdce, Oppositionsführer – vůdce opozice, Spielführer – kapitán družstva atd. – srov. český germanismus mašinfýra – Machinführer), byť samotné slovo Führer je dosud provázeno určitým sociálním stigmatem.

## Nacistické tituly

### Hitler jako vůdce státu a strany
Führer byl titul, který si kancléř Hitler udělil zákonem jako část procesu Gleichschaltung, po smrti posledního říšského prezidenta Výmarské republiky Paula von Hindenburga 2. srpna 1934. Nová pozice s plným názvem Führer und Reichskanzler (vůdce a říšský kancléř) spojila úřady prezidenta a kancléře a formálně učinila Hitlera německou hlavou státu i nejvyšším představitelem vlády, v praxi pak diktátorem v nacistickém Německu.
Nacistické Německo zavedlo Führerprinzip (vůdcovský princip) a Hitler byl všeobecně nazýván jako der Führer („Vůdce“). Jeden z nejčastěji opakovaných nacistických sloganů zněl Ein Volk, ein Reich, ein Führer – ‚Jeden lid, jedna říše, jeden vůdce‘.
Ve vojenských záležitostech užíval Hitler titulu Führer und Oberster Befehlshaber der Wehrmacht (‚Vůdce a nejvyšší velitel Wehrmachtu‘) až do května 1942, kdy byl tento přídavek výnosem Vůdce zrušen. V zahraničních záležitostech užíval titulu Führer und Reichskanzler (Vůdce a říšský kancléř) do 28. července 1942, kdy to bylo změněno na Führer des Großdeutschen Reichs (‚Vůdce Velkoněmecké říše‘).

### (Polo)vojenské užití slova Führer
Führer byl v Německu užíván jako vojenský titul (srovnatelný s latinským dux) přinejmenším do 18. století.Kontext užití slova na označení Adolfa Hitlera jako nejvyššího vládce Německa se jeví ironickým v porovnání s tím, že v rámci vojenské podjednotky německé armády se termín „Führer“ vztahoval na velitele postrádajícího kvalifikaci pro trvalé velení. Například velící důstojník roty byl nazýván Kompaniechef, neměl-li však dostatečnou hodnost nebo zkušenosti nebo mu bylo velení svěřeno pouze dočasně, byl oficiálně titulován jako Kompanieführer.
Operační příkazy různých stupňů vojenského velení se obvykle doprovázely titulem odvozených od názvu jednotky následované titulem Führer s přihlédnutím k taktickým zásadám německé armády užívaných v různých druzích misí. Výraz Führer byl užívaný i na nižších úrovních hierarchie nezávisle na zkušenosti nebo hodnosti; například Gruppenführer byl velitelem pěchotní čety (9 nebo 10 mužů). Kromě obvyklého významu byl Gruppenführer také oficiální generálskou hodností ve Waffen SS.
Slovo Truppenführer se obecně užívalo k označení jakéhokoliv velitele nebo vůdce jednotky nebo jednotek a mohlo se týkat důstojníků mnoha různých úrovní velení.
Za nacistů se titul Führer užíval také v polovojenských titulech (viz Freikorps). Téměř všechny nacistické polovojenské organizace, hlavně SS a SA měly polovojenské hodnosti postavené na titulu Führer.